# Gil Topaz
Gil Topaz (* 16. Mai 1965 als Martin Petz in Würzburg) ist ein deutscher Bildhauer.

## Leben und Werk

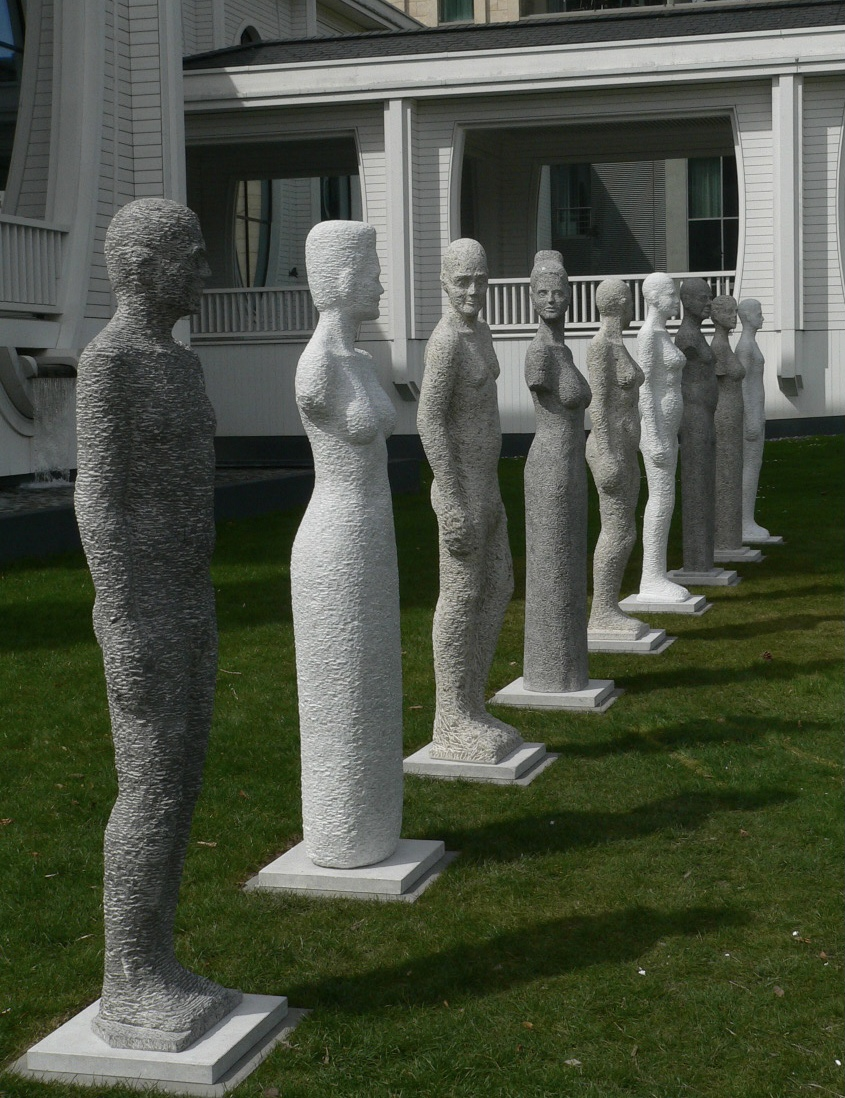
Die Appia-Figuren, Kunststiftung Schmidheiny, Bad Ragaz

Gil Topaz ist in Unterfranken aufgewachsen. Von 1989 bis 2000 lebte er in Italien und studierte Bildhauerei an den Staatlichen Akademien der Schönen Künste in Carrara und Rom. 1994 legte er in Rom sein Diplom mit Auszeichnung ab. Beeinflusst von Wolfram von Eschenbachs Parzival fertigte der Bildhauer die Werkserie „Ritter und Gral“. Sie wurde 1992 in der Frankfurter Galerie Gres erstmals überregional in einer Einzelausstellung gezeigt. Thematisch beschäftigte sich Topaz danach vor allem mit Köpfen. 1995 erhielt er den Auftrag für das Bronzeporträt des italienischen Filmregisseurs Sergio Leone (Spiel mir das Lied von Tod) für dessen Mausoleum in Pratica di Mare bei Rom. Eine zweite Version des Porträts in Terracotta fertigte der Künstler für die Privatsammlung der Familie Leone. 1996 lernte er den Basler Galeristen Otmar Triebold kennen. Der einflussreiche Kunsthändler stellte noch im selben Jahr eine Serie expressiver Steinköpfe des Bildhauers auf der Art-Cologne aus. Charakteristisch für die Köpfe dieser Schaffensperiode waren mit Hammer und Meißel zugefügte „Verletzungen“ der Gesichtsmerkmale. Ebenfalls 1996 wurde der Name Gil Topaz im Pass eingetragen, mit dem der Künstler seitdem ausstellt und firmiert. Im Jahr darauf zeigte Triebold neue Köpfe des Bildhauers auf der Art-Basel. 1998 wurde das Format der Natursteinköpfe größer, die Gesichtsmerkmale, wie Nase und Mund verschwanden gänzlich. Gleichzeitig begann er mit „Schattenmänner“ lebensgroße, rot bemalte Figuren aus Beton zu fertigen. Die neuen Werke wurden 1999 in einer Einzelausstellung im Goethe-Institut in Rom gezeigt.
Im Jahr 2000 verließ Gil Topaz Rom und zog nach Berlin. Er arbeitete die nächsten Jahre vorwiegend in Deutschland. Für die Eingangshalle des International-Net-Management-Center der Deutschen Telekom in Frankfurt am Main schuf er sieben große Figuren. Sein Interesse galt nebenbei der romanischen Baukunst. Die Arbeitsumstände der mittelalterlichen Bildhauer und Meister griff er mit seiner Performance „in situ“ auf. Hierbei entstanden in Würzburg und Weimar zwei Figuren im öffentlichen Raum. Ab 2002 wurden die Beton-Figuren schlanker und feiner, die aggressiven Farbtöne wichen langsam Erd- und Brauntönen. 2003 wurde er nach bekannten Künstlern, wie Giò Pomodoro, Francesco Somaini und Giacomo Manzù, für die „XXXIII Forme nel Verde“ in San Quirico d’Orcia ausgewählt. Dabei zeigte er unter der Schirmherrschaft der deutschen Botschaft in Italien neue Figuren in einer Einzelausstellung. Die Einladung zur Schweizerischen Triennale der Skulptur in Bad Ragaz erfolgte im selben Jahr. Ab Mitte der 2000er Jahre fühlte sich der Künstler in Berlin beengt und zog wieder nach Italien. Bis 2011 lebte er abwechselnd in Carrara und im Elsass, wo der Schweizer Unternehmer und Kunstmäzen Georges Frey ihm ein Atelier zur Verfügung stellte. Von 2004 bis 2009 widmete sich der Bildhauer vorwiegend zwei Großprojekten. Das erste war „La Resurrezione“ für die Kunstsammlung Suter in der Toskana. Nach einem Fresko von Luca Signorelli im Dom von Orvieto inszenierte er in Roccatederighi 38 lebensgroße Beton-Figuren in einer dreidimensionalen und zeitgenössischen Interpretation. Die Konfrontation und Auseinandersetzung mit den alten Meistern der Kunstgeschichte fand auch in seinem zweiten Großprojekt Ausdruck. Mit „Gedankenströme“ realisierte er acht monumentale und bis zwölf Tonnen schwere Natursteinköpfe, rund um das Mittelmeer, in Ägypten, Syrien, der Türkei, Griechenland, Italien, Frankreich, Spanien und Portugal. Der Bildhauer schuf die Werke immer vor Ort, wo sie auch permanent installiert wurden. Wieder zurück in Deutschland schenkte er der Stadt Kevelaer zwei Figuren für den Innenhof des Konzerthauses.
Eine Augenoperation 2010 überstand Gil Topaz nur mit eingeschränktem Sehvermögen. Der Bildhauer musste sich den Umständen anpassen und arbeitete in den Folgejahren an reduzierten und einfacheren Formen. Trotzdem forcierte er seine Ausstellungstätigkeit. Die Werkserie „Stille Formen“ wurde 2012 auf drei Ausstellungen gezeigt. Diese waren die V. Schweizerische Triennale der Skulptur, sowie die Einzelausstellungen in der Schweizer Galerie Pesko und dem Franck-Haus in Marktheidenfeld. Die Werkserie „Meteoriten“ wurde in der Kunsthalle Grande Finale bei Colmar ausgestellt. Ab 2013 verbesserte sich das Sehvermögen erheblich. Der Künstler konnte sich wieder dem Thema „Kopf“ widmen. Er fertigte die Serie „Dichter, Denker und Herrscher“ und stellte sie in der Schweiz aus. Nach seiner vollständigen Genesung arbeitete er auch wieder an Figuren. Von 2015 bis 2017 schuf Gil Topaz sieben lebensgroße Marmorfiguren für den Park von Schloss Wendhausen in Lehre, Niedersachsen.
Mit den Appia-Figuren begann der Bildhauer 2018 einen neuen Werkzyklus. Er zeigte die Werke auf der Bad RagARTz, wo der Künstler zum fünften Mal eingeladen wurde. Dort sah sie der bekannte Schweizer Kunstsammler und Milliardär Thomas Schmidheiny und kaufte alle Werke. Ein Jahr später stellte er die Appia-Figuren, erstmals in Holz, in der Galerie am Lindenplatz in Vaduz, Liechtenstein aus. Gleichzeitig wurde in Marktheidenfeld die Skulptur Gamma im öffentlichen Raum installiert. 2022 wurde in Buchen (Odenwald) der Willy-Brandt-Platz mit Werken des Künstlers neu gestaltet.
Gil Topaz lebt in seinem Atelierhaus auf dem Land in Baden-Württemberg.

## Werke im öffentlichen Raum
- Berlin, Manfred-von-Ardenne-Zentrum
- München, Bayerisches Verwaltungsgericht
- Durbach, Staufenburgklinik
- Berlin, Innovationspark Wuhlheide
- Frankfurt am Main, INMC-Center
- Stadt Würzburg
- Marktheidenfeld, Sparkasse
- Marktheidenfeld, Galerie KUNSTRAUMHOFGASSE
- Lohr, Sparkasse
- Olten (Schweiz) Ziegelackerstrasse
- Bad Ragaz (Schweiz) Löwen-Platz
- Chianciano Terme (Italien) Parco dell´acqua santa
- Stadt Nanto, Vicenza (Italien)
- Gemeinde Peschici (Italien)
- Gemeinde Budduso (Italien)
- Stadt Digne les Bains (Frankreich)
- Stadt La Souterraine (Frankreich)
- Stadt Novelda (Spanien)
- Gemeinde Alpalhao (Portugal)
- Stadt Caldas da Rainha (Portugal)
- Stadt Latakia (Syrien)
- Stadt Istanbul (Türkei)
- Assuan, Open Space Museum (Ägypten)
- Marktheidenfeld, Untertorstrasse
- Buchen (Odenwald), Willy-Brandt-Platz